# Gazo/Diskografie
Diese Diskografie ist eine Übersicht über die musikalischen Werke des französischen Rappers Gazo. Den Schallplattenauszeichnungen zufolge hat er bisher mehr als 12,4 Millionen Tonträger verkauft, davon alleine in seiner Heimat über 12 Millionen. Seine erfolgreichste Veröffentlichung ist die Single Casanova mit über 500.000 verkauften Einheiten.

## Alben

### Studioalben
| Jahr | Titel Musiklabel                                 | Höchstplatzierung, Gesamtwochen, AuszeichnungChartplatzierungen (Jahr, Titel, Musiklabel, Platzierungen, Wochen, Auszeichnungen, Anmerkungen) | Höchstplatzierung, Gesamtwochen, AuszeichnungChartplatzierungen (Jahr, Titel, Musiklabel, Platzierungen, Wochen, Auszeichnungen, Anmerkungen) | Höchstplatzierung, Gesamtwochen, AuszeichnungChartplatzierungen (Jahr, Titel, Musiklabel, Platzierungen, Wochen, Auszeichnungen, Anmerkungen) | Anmerkungen                                        |
| Jahr | Titel Musiklabel                                 | FR | BEW | CH | Anmerkungen                                        |
| ---- | ------------------------------------------------ | --- | --- | --- | -------------------------------------------------- |
| 2021 | Drill FR BSB Productions / Epic Records          | FR1 ×2Doppelplatin · (… Wo.)FR | BEW3 (212 Wo.)BEW | CH20 (2 Wo.)CH | Erstveröffentlichung: 26. Februar 2021             |
| 2022 | KMT BSB Productions / Epic Records               | FR1 ×3Dreifachplatin · (… Wo.)FR | BEW3 (… Wo.)BEW | CH2 (48 Wo.)CH | Erstveröffentlichung: 1. Juli 2022                 |
| 2023 | La melo est gangx BSB Productions / Epic Records | FR1 ×2Doppelplatin · (… Wo.)FR | BEW1 (… Wo.)BEW | CH3 (19 Wo.)CH | Erstveröffentlichung: 1. Dezember 2023 mit Tiakola |
| 2024 | Apocalypse BSB Productions / Epic Records        | FR1 Platin · (… Wo.)FR | BEW1 (… Wo.)BEW | CH2 (8 Wo.)CH | Erstveröffentlichung: 29. November 2024            |

## Singles

### Als Leadmusiker
| Jahr | Titel Album                              | Höchstplatzierung, Gesamtwochen, AuszeichnungChartplatzierungen (Jahr, Titel, Album, Platzierungen, Wochen, Auszeichnungen, Anmerkungen) | Höchstplatzierung, Gesamtwochen, AuszeichnungChartplatzierungen (Jahr, Titel, Album, Platzierungen, Wochen, Auszeichnungen, Anmerkungen) | Höchstplatzierung, Gesamtwochen, AuszeichnungChartplatzierungen (Jahr, Titel, Album, Platzierungen, Wochen, Auszeichnungen, Anmerkungen) | Höchstplatzierung, Gesamtwochen, AuszeichnungChartplatzierungen (Jahr, Titel, Album, Platzierungen, Wochen, Auszeichnungen, Anmerkungen) | Anmerkungen                                                    |
| Jahr | Titel Album                              | FR | BEW | DE | CH | Anmerkungen                                                    |
| --- | ---------------------------------------- | --- | --- | --- | --- | -------------------------------------------------------------- |
| 2020 | Drill FR 4 –                             | FR135 (11 Wo.)FR | — | — | — | Erstveröffentlichung: 18. Juni 2020 feat. Freeze Corleone      |
| 2020 | Drill FR 5 Drill FR                      | FR43 Gold · (7 Wo.)FR | — | — | — | Erstveröffentlichung: 2. Oktober 2020 feat. Hamza              |
| 2020 | Tchin 2x Drill FR                        | FR45 Platin · (24 Wo.)FR | — | — | — | Erstveröffentlichung: 11. Dezember 2020                        |
| 2021 | Kassav Drill FR                          | FR19 Diamant · (32 Wo.)FR | — | — | CH— GoldCH | Erstveröffentlichung: 14. Januar 2021 feat. Tiakola            |
| 2021 | Haine&Sex Drill FR                       | FR2 Diamant · (82 Wo.)FR | BEW13 Gold · (11 Wo.)BEW | — | CH37 (9 Wo.)CH | Erstveröffentlichung: 2. April 2021                            |
| 2021 | Tu le sais Tombolo                       | FR21 Diamant · (49 Wo.)FR | — | — | — | Erstveröffentlichung: 23. Juli 2021 mit Kalash                 |
| 2021 | Validé II Valide – Saison 2 B.O.         | FR156 (1 Wo.)FR | — | — | — | Erstveröffentlichung: 27. August 2021 mit Sam’s & Bosh         |
| 2021 | Grokuwa –                                | FR22 Gold · (4 Wo.)FR | — | — | — | Erstveröffentlichung: 8. Oktober 2021                          |
| 2021 | Big Meech –                              | FR26 Gold · (3 Wo.)FR | — | — | — | Erstveröffentlichung: 28. Oktober 2021 mit Leto                |
| 2021 | Mauvais 2x KMT                           | FR10 Diamant · (59 Wo.)FR | BEW32 (3 Wo.)BEW | — | CH35 (2 Wo.)CH | Erstveröffentlichung: 19. November 2021 feat. Ninho            |
| 2021 | Love & Lové Evidence                     | FR29 Platin · (25 Wo.)FR | — | — | — | Erstveröffentlichung: 10. Dezember 2021 mit Kim                |
| 2022 | Céline 3x KMT                            | FR1 Diamant · (47 Wo.)FR | BEW26 (7 Wo.)BEW | — | CH38 (5 Wo.)CH | Erstveröffentlichung: 11. Mai 2022                             |
| 2022 | 22 Carats –                              | FR75 (3 Wo.)FR | — | — | — | Erstveröffentlichung: 19. Mai 2022 mit Headie One              |
| 2022 | Molly KMT                                | FR4 Diamant · (37 Wo.)FR | BEW28 (7 Wo.)BEW | — | CH60 (4 Wo.)CH | Erstveröffentlichung: 30. Mai 2022                             |
| 2022 | Rappel KMT                               | FR4 Diamant · (76 Wo.)FR | BEW22 (11 Wo.)BEW | — | CH32 (2 Wo.)CH | Erstveröffentlichung: 28. Juni 2022                            |
| 2023 | No lèche –                               | FR4 Platin · (30 Wo.)FR | BEW19 (3 Wo.)BEW | — | CH47 (2 Wo.)CH | Erstveröffentlichung: 15. März 2023 feat. Favé, Kerchak & Leto |
| 2023 | 1ère sommation –                         | FR37 (4 Wo.)FR | — | — | — | Erstveröffentlichung: 1. Juni 2023 mit Liim’s                  |
| 2023 | Saiyan Chef D’orchestre                  | FR2 Diamant · (85 Wo.)FR | BEW8 (26 Wo.)BEW | — | CH53 (10 Wo.)CH | Erstveröffentlichung: 2. Juni 2023 mit Heuss l’Enfoiré         |
| 2023 | La rue –                                 | FR1 Diamant · (38 Wo.)FR | BEW2 (17 Wo.)BEW | — | CH15 (5 Wo.)CH | Erstveröffentlichung: 5. Juni 2023 No Limit pres. Gazo & Damso |
| 2023 | Drill FR 6 (S.M.B) –                     | FR25 (3 Wo.)FR | — | — | — | Erstveröffentlichung: 20. Juli 2023 mit Levelsantana           |
| 2023 | Terminus –                               | FR120 (1 Wo.)FR | — | — | — | Erstveröffentlichung: 20. Oktober 2023 mit Sidiki Diabaté      |
| 2024 | Pop Apocalypse                           | FR35 Gold · (10 Wo.)FR | — | — | — | Erstveröffentlichung: 23. Oktober 2024 feat. La Mano 1.9       |
| 2024 | Probation Apocalypse                     | FR6 Platin · (16 Wo.)FR | BEW13 (5 Wo.)BEW | — | CH54 (4 Wo.)CH | Erstveröffentlichung: 8. November 2024                         |
| 2025 | Hermes –                                 | FR68 (1 Wo.)FR | — | — | — | Erstveröffentlichung: 28. Februar 2025                         |
| 2025 | Kat –                                    | FR5 (… Wo.)FR | BEW35 (2 Wo.)BEW | — | CH84 (1 Wo.)CH | Erstveröffentlichung: 11. Juli 2025 feat. La Rvfleuze          |
| Folgende Lieder erschienen nicht als Single, wurden aber durch das Album zum Download und Streaming bereitgestellt und konnten somit eine Platzierung erlangen: |                                          | | | | |                                                                |
| |                                          | | | | |                                                                |
| 2021 | A$AP Drill FR                            | FR32 Gold · (4 Wo.)FR | — | — | — |                                                                |
| 2021 | Go Drill FR                              | FR37 Gold · (4 Wo.)FR | — | — | — | feat. Franglish & Landy                                        |
| 2021 | Euphon Drill FR                          | FR59 Diamant · (21 Wo.)FR | — | — | — |                                                                |
| 2021 | Parkinson Drill FR                       | FR68 (1 Wo.)FR | — | — | — |                                                                |
| 2021 | Intro Drill FR                           | FR80 (1 Wo.)FR | — | — | — |                                                                |
| 2021 | Cache cou Drill FR                       | FR83 (1 Wo.)FR | — | — | — | feat. Hache-P                                                  |
| 2021 | Inhumain Drill FR                        | FR102 (1 Wo.)FR | — | — | — |                                                                |
| 2021 | BSB Drill FR                             | FR124 (1 Wo.)FR | — | — | — |                                                                |
| 2021 | On a Drill FR                            | FR127 (1 Wo.)FR | — | — | — | feat. Luciano                                                  |
| 2021 | Malagangx Drill FR                       | FR161 (1 Wo.)FR | — | — | — |                                                                |
| 2021 | Mon cher Drill FR                        | FR179 (1 Wo.)FR | — | — | — | feat. Unknown T & Pa Salieu                                    |
| 2022 | Die KMT                                  | FR1 Diamant · (114 Wo.)FR | BEW2 (28 Wo.)BEW | — | CH7 (21 Wo.)CH |                                                                |
| 2022 | Bodies KMT                               | FR2 Platin · (21 Wo.)FR | BEW12 (5 Wo.)BEW | — | CH19 (2 Wo.)CH | feat. Damso                                                    |
| 2022 | Fleurs KMT                               | FR10 Diamant · (98 Wo.)FR | BEW2 (28 Wo.)BEW | — | CH7 Gold · (21 Wo.)CH | feat. Tiakola                                                  |
| 2022 | Lettre à un opps KMT                     | FR13 Gold · (14 Wo.)FR | — | — | — |                                                                |
| 2022 | Becte KMT                                | FR17 Diamant · (39 Wo.)FR | — | — | — |                                                                |
| 2022 | M.A.L.A KMT                              | FR27 (3 Wo.)FR | — | — | — | feat. M Huncho                                                 |
| 2022 | Hennessy KMT                             | FR28 (3 Wo.)FR | — | — | — |                                                                |
| 2022 | Gra gra boom KMT                         | FR29 (3 Wo.)FR | — | — | — | feat. Skread                                                   |
| 2022 | Boss KMT                                 | FR31 (3 Wo.)FR | — | — | — |                                                                |
| 2022 | Impact KMT                               | FR32 (2 Wo.)FR | — | — | — |                                                                |
| 2022 | 200 km/h Ronisia (Deluxe Edition)        | FR31 Gold · (11 Wo.)FR | — | — | — | mit Ronisia                                                    |
| 2023 | Notre Dame La melo est gangx             | FR1 Diamant · (39 Wo.)FR | BEW18 Platin · (7 Wo.)BEW | — | CH43 (2 Wo.)CH | Charteinstieg: 9. Dezember 2023 mit Tiakola                    |
| 2023 | 100k La melo est gangx                   | FR2 Gold · (11 Wo.)FR | BEW13 Gold · (3 Wo.)BEW | — | CH51 (1 Wo.)CH | Charteinstieg: 9. Dezember 2023                                |
| 2023 | Cartier La melo est gangx                | FR4 Platin · (28 Wo.)FR | BEW34 Gold · (1 Wo.)BEW | — | CH76 (1 Wo.)CH | Charteinstieg: 9. Dezember 2023 mit Tiakola                    |
| 2023 | 24/34 La melo est gangx                  | FR7 Gold · (7 Wo.)FR | BEW33 (1 Wo.)BEW | — | — | Charteinstieg: 9. Dezember 2023 mit Tiakola                    |
| 2023 | Sobad La melo est gangx                  | FR10 (4 Wo.)FR | — | — | — | Charteinstieg: 9. Dezember 2023 mit Tiakola                    |
| 2023 | Mami wata La melo est gangx              | FR5 Diamant · (85 Wo.)FR | BEW28 Platin · (20 Wo.)BEW | — | — | Charteinstieg: 9. Dezember 2023 mit Tiakola                    |
| 2023 | Afrikanbadman La melo est gangx          | FR14 Gold · (6 Wo.)FR | — | — | — | Charteinstieg: 9. Dezember 2023 mit Tiakola                    |
| 2023 | A.V.S.D. La melo est gangx               | FR16 (3 Wo.)FR | — | — | — | Charteinstieg: 9. Dezember 2023 mit Tiakola                    |
| 2023 | Ambitions La melo est gangx              | FR17 (3 Wo.)FR | — | — | — | Charteinstieg: 9. Dezember 2023 mit Tiakola                    |
| 2023 | Interlude La melo est gangx              | FR18 (3 Wo.)FR | — | — | — | Charteinstieg: 9. Dezember 2023 mit Tiakola                    |
| 2023 | Outro La melo est gangx                  | FR19 (4 Wo.)FR | — | — | — | Charteinstieg: 9. Dezember 2023 mit Tiakola                    |
| 2024 | Nanani Nanana Apocalypse                 | FR1 Diamant · (… Wo.)FR | BEW1 (19 Wo.)BEW | — | CH3 (13 Wo.)CH | Charteinstieg: 6. Dezember 2024                                |
| 2024 | Pure Codei Apocalypse                    | FR12 (4 Wo.)FR | BEW40 (1 Wo.)BEW | — | CH96 (1 Wo.)CH | Charteinstieg: 6. Dezember 2024 feat. Yame                     |
| 2024 | Wemby Apocalypse                         | FR18 (2 Wo.)FR | BEW46 (1 Wo.)BEW | — | — | Charteinstieg: 6. Dezember 2024 feat. Offset                   |
| 2024 | Toki Apocalypse                          | FR19 (3 Wo.)FR | — | — | — | Charteinstieg: 6. Dezember 2024                                |
| 2024 | Optimale Apocalypse                      | FR20 (3 Wo.)FR | — | — | — | Charteinstieg: 6. Dezember 2024 feat. Orelsan                  |
| 2024 | Birthday Apocalypse                      | FR21 (3 Wo.)FR | — | — | — | Charteinstieg: 6. Dezember 2024 feat. Jul                      |
| 2024 | La belle et la bête Apocalypse           | FR24 (3 Wo.)FR | — | — | — | Charteinstieg: 6. Dezember 2024                                |
| 2024 | Fiesta Apocalypse                        | FR25 (3 Wo.)FR | — | — | — | Charteinstieg: 6. Dezember 2024 feat. Morad                    |
| 2024 | Encore plus fort elle aime ça Apocalypse | FR26 (2 Wo.)FR | — | — | — | Charteinstieg: 6. Dezember 2024                                |
| 2024 | Wayans Apocalypse                        | FR30 (3 Wo.)FR | — | — | — | Charteinstieg: 6. Dezember 2024                                |
| 2024 | Selele Apocalypse                        | FR33 (1 Wo.)FR | — | — | — | Charteinstieg: 6. Dezember 2024 feat. Fally Ipupa              |
| 2024 | Iluv Apocalypse                          | FR47 (1 Wo.)FR | — | — | — | Charteinstieg: 6. Dezember 2024                                |
| 2024 | Sevice Apocalypse                        | FR50 (1 Wo.)FR | — | — | — | Charteinstieg: 6. Dezember 2024                                |

### Als Gastmusiker
| Jahr | Titel Album                                                  | Höchstplatzierung, Gesamtwochen, AuszeichnungChartplatzierungen (Jahr, Titel, Album, Platzierungen, Wochen, Auszeichnungen, Anmerkungen) | Höchstplatzierung, Gesamtwochen, AuszeichnungChartplatzierungen (Jahr, Titel, Album, Platzierungen, Wochen, Auszeichnungen, Anmerkungen) | Höchstplatzierung, Gesamtwochen, AuszeichnungChartplatzierungen (Jahr, Titel, Album, Platzierungen, Wochen, Auszeichnungen, Anmerkungen) | Höchstplatzierung, Gesamtwochen, AuszeichnungChartplatzierungen (Jahr, Titel, Album, Platzierungen, Wochen, Auszeichnungen, Anmerkungen) | Anmerkungen                                                    |
| Jahr | Titel Album                                                  | FR | BEW | DE | CH | Anmerkungen                                                    |
| --- | ------------------------------------------------------------ | --- | --- | --- | --- | -------------------------------------------------------------- |
| 2020 | Oro Jackson Le Fléau                                         | FR79 (2 Wo.)FR | — | — | — | Erstveröffentlichung: 6. November 2020 Maître Gims feat. Gazo  |
| 2021 | Gas MVP                                                      | FR41 Gold · (4 Wo.)FR | — | — | — | Erstveröffentlichung: 8. Januar 2021 Mister V feat. Gazo       |
| 2021 | X3 Ashe Tape, Vol. 3                                         | FR113 (1 Wo.)FR | — | — | — | Erstveröffentlichung: 18. März 2021 Ashe 22 feat. Gazo         |
| 2022 | Filtré Arès                                                  | FR1 Diamant · (82 Wo.)FR | BEW45 Gold · (5 Wo.)BEW | — | CH59 (3 Wo.)CH | Erstveröffentlichung: 10. Februar 2022 Timal feat. Gazo        |
| 2022 | 100 mi-temps LMDB                                            | FR147 (1 Wo.)FR | — | — | — | Erstveröffentlichung: 10. März 2022 RSKO feat. Gazo            |
| 2022 | On se reverra plus Le chemin des braves                      | FR8 Platin · (17 Wo.)FR | — | — | — | Erstveröffentlichung: 18. März 2022 Da Uzi feat. Gazo          |
| 2022 | Big Drip Mood2 (Vibe)                                        | FR60 (2 Wo.)FR | — | — | — | Erstveröffentlichung: 23. März 2022 Franglish feat. Gazo       |
| 2022 | Picsou Cullinan                                              | FR62 (3 Wo.)FR | — | — | — | Erstveröffentlichung: 31. März 2022 Dadju feat. Gazo           |
| 2023 | Maybach Brave                                                | FR9 Platin · (14 Wo.)FR | — | — | CH88 (1 Wo.)CH | Erstveröffentlichung: 15. Februar 2023 Landy feat. Gazo        |
| 2023 | Casanova Africa Jungle Part.1                                | FR1 Diamant · (… Wo.)FR | BEW3 ×2Doppelplatin · (43 Wo.)BEW | DE88 (1 Wo.)DE | CH7 (50 Wo.)CH | Erstveröffentlichung: 6. Juli 2023 Soolking feat. Gazo         |
| 2023 | Flashback –                                                  | FR2 Diamant · (81 Wo.)FR | BEW9 (26 Wo.)BEW | — | CH44 (10 Wo.)CH | Erstveröffentlichung: 15. September 2023 Favé feat. Gazo       |
| 2024 | Cœur de ice Mec de cité simple                               | FR32 (6 Wo.)FR | — | — | — | Erstveröffentlichung: 14. Juni 2024 Naps feat. Gazo            |
| 2025 | LDC –                                                        | FR53 (3 Wo.)FR | — | — | — | Erstveröffentlichung: 30. Mai 2025 No Limit feat. Gazo & Vacra |
| 2025 | Plus pareil Hayati (Episode 1 : Du sable et du sang)         | FR59 (2 Wo.)FR | — | — | — | Erstveröffentlichung: 3. Juli 2025 Niro feat. Gazo             |
| Folgende Lieder erschienen nicht als Single, wurden aber durch das Album zum Download und Streaming bereitgestellt und konnten somit eine Platzierung erlangen: |                                                              | | | | |                                                                |
| |                                                              | | | | |                                                                |
| 2020 | Dors on te piétine Loin du monde                             | FR22 (4 Wo.)FR | — | — | — | Jul feat. Gazo                                                 |
| 2021 | Spaghetti 140 BPM 2                                          | FR35 (1 Wo.)FR | — | — | — | Hamza feat. Gazo & Guy2Bezbar                                  |
| 2021 | Message groupé En Passant Pécho                              | FR161 (1 Wo.)FR | — | — | — | Kore feat. Gazo                                                |
| 2021 | AR Etat d’esprit                                             | FR154 (1 Wo.)FR | — | — | — | S.Pri Noir feat. Gazo                                          |
| 2021 | Daddy chocolat Cartel : volume 1                             | FR2 Diamant · (60 Wo.)FR | BEW29 Gold · (17 Wo.)BEW | — | CH72 (8 Wo.)CH | Koba LaD feat. Gazo                                            |
| 2021 | Kalitada Unité                                               | FR94 (4 Wo.)FR | — | — | — | Unité feat. Heuss l’Enfoiré, Gazo & SLK                        |
| 2021 | Bon & mauvais Fleur froide – Second état: la cristallisation | FR54 (2 Wo.)FR | — | — | — | Tayc feat. Gazo                                                |
| 2022 | Qwer Tombolo                                                 | FR79 (2 Wo.)FR | — | — | — | Kalash feat. Gazo                                              |
| 2022 | Mode AV Mélo                                                 | FR6 Diamant · (51 Wo.)FR | — | — | CH67 Gold · (1 Wo.)CH | Tiakola feat. Niska & Gazo                                     |
| 2022 | Vamos La TN (Team Naps)                                      | FR4 Diamant · (24 Wo.)FR | — | — | CH89 (1 Wo.)CH | Naps feat. Gazo                                                |
| 2022 | R.A.S Le monde est méchant (V2)                              | FR17 (6 Wo.)FR | — | — | — | Niska feat. Gazo                                               |
| 2023 | La pègre Omerta                                              | FR8 Gold · (8 Wo.)FR | — | — | CH78 (1 Wo.)CH | Maes feat. Gazo                                                |
| 2023 | C’est carré le s En temps réel                               | FR1 Diamant · (52 Wo.)FR | BEW21 (12 Wo.)BEW | — | CH27 (4 Wo.)CH | Naps feat. Gazo & Ninho                                        |
| 2023 | Dans le noir Trapstar 3                                      | FR11 (7 Wo.)FR | — | — | — | Leto feat. Gazo                                                |
| 2024 | Ça mène à rien Chambre 140                                   | FR2 Diamant · (42 Wo.)FR | BEW18 Platin · (5 Wo.)BEW | — | CH26 (3 Wo.)CH | PLK feat. Gazo                                                 |
| 2024 | A l’envers Pourvu qu’il pleuve                               | FR24 (4 Wo.)FR | — | — | — | Shay feat. Gazo                                                |
| 2024 | Vrais salauds Veni vidi vici                                 | FR34 (4 Wo.)FR | — | — | — | Lacrim feat. Gazo & Kore                                       |
| 2024 | La famine Pyramide 2                                         | FR10 Gold · (7 Wo.)FR | BEW35 (2 Wo.)BEW | — | CH73 (1 Wo.)CH | Werenoi feat. Gazo                                             |

## Statistik

### Chartauswertung
|                     | FR    | BEW     | CH    |
| ------------------- | ----- | ------- | ----- |
| Nummer-eins-Alben   | FR4FR | BEW2BEW | CH—CH |
| Top-10-Alben        | FR4FR | BEW4BEW | CH3CH |
| Alben in den Charts | FR4FR | BEW4BEW | CH4CH |

|                       | FR      | BEW      | DE    | CH     |
| --------------------- | ------- | -------- | ----- | ------ |
| Nummer-eins-Singles   | FR8FR   | BEW1BEW  | DE—DE | CH—CH  |
| Top-10-Singles        | FR32FR  | BEW7BEW  | DE—DE | CH4CH  |
| Singles in den Charts | FR103FR | BEW28BEW | DE1DE | CH29CH |

### Auszeichnungen für Musikverkäufe
| Goldene Schallplatte - Frankreich - 2024: für das Lied Jeux dangereux - Spanien - 2024: für die Single Casanova | Platin-Schallplatte - Italien - 2024: für das Lied Ke lo ke - 2024: für die Single Casanova |

Anmerkung: Auszeichnungen in Ländern aus den Charttabellen bzw. Chartboxen sind in ebendiesen zu finden.
| Land/RegionAuszeichnungen für Musikverkäufe (Land/Region, Auszeichnungen, Verkäufe, Quellen) | Gold       | Platin       | Diamant       | Verkäufe   | Quellen             |
| -------------------------------------------------------------------------------------------- | ---------- | ------------ | ------------- | ---------- | ------------------- |
| Belgien (BRMA)                                                                               | 5× Gold5   | 5× Platin5   | —             | 170.000    | ultratop.be         |
| Frankreich (SNEP)                                                                            | 15× Gold15 | 16× Platin16 | 24× Diamant24 | 12.016.659 | snepmusique.com     |
| Italien (FIMI)                                                                               | —          | 2× Platin2   | —             | 200.000    | fimi.it             |
| Schweiz (IFPI)                                                                               | 3× Gold3   | —            | —             | 30.000     | hitparade.ch        |
| Spanien (Promusicae)                                                                         | Gold1      | —            | —             | 30.000     | elportaldemusica.es |
| Insgesamt                                                                                    | 24× Gold24 | 23× Platin23 | 24× Diamant24 |            |                     |